# Сальгеро Гросс, Глория
Мерседес Глория Сальгеро Гросс (исп. Mercedes Gloria Salguero Gross; 24 сентября 1941, Санта-Ана — 1 ноября 2015, Санта-Ана) — сальвадорская агропредпринимательница и правая политическая деятельница. В период гражданской войны была одним из основателей Националистического республиканского альянса (АРЕНА), соратницей майора д’Обюссона. Сыграла видную роль в конституционном процессе 1982. Занимала пост председателя Законодательной ассамблеи Сальвадора (1994—1997). В 2004—2009 годах — уполномоченный по управлению президента Сальвадора Антонио Саки. Возглавляла несколько национальных комиссий, участвовала в гражданских движениях. Являлась одним из ведущих лидеров АРЕНА.

## Происхождение и агробизнес
Родилась в землевладельческой семье. Её дед был основателем первой пивоварни Сальвадора. Мигель Анхель Сальгеро — отец Мерседес Глории — был кофейным плантатором, занимался крупным агробизнесом и адвокатской практикой. Виктория Каролина Гросс де Сальгеро — мать Мерседес Глории — происходила из семьи немецких евреев. С детства Глория увлекалась сельскохозяйственными работами. К политике интереса не проявляла, тем более, что её отец принципиально от политики дистанцировался.
Глория Сальгеро Гросс получила экономическое образование в Центральноамериканском университете. Изучала историю, литературу и географию в странах Западной Европы. Вернувшись на родину, занималась сельскохозяйственным предпринимательством — производством и сбытом кофе, риса, кукурузы, сахарного тростника, разведением крупного рогатого скота.

## В создании АРЕНА
В 1979 году к власти в Сальвадоре пришла Революционная правительственная хунта. С 1980 года началась аграрная реформа, сопряжённая с изъятием земель у латифундистов. Глория Сальгеро Гросс, как крупная земельная собственница, была решительной противницей этого курса.

У меня был проект промышленного производства молочной продукции, сыров, кремов… Но случилась аграрная реформа, и всё было кончено.— Глория Сальгеро Гросс
Её владения были экспроприированы (вплоть до семейных фотографий). Глория Сальгеро Гросс убеждена, что аграрная реформа вела к развалу сельскохозяйственного производства, запустению земель и порождала прокоммунистическое партизанское движение ФНОФМ. При этом наибольшее её неприятие вызывали даже не партизаны, а христианский демократ Хосе Антонио Моралес Эрлих, курировавший в хунте аграрную реформу и национализацию банков.
В 1981 году, на фоне гражданской войны, Глория Сальгеро Гросс активно включилась в политику. Она примкнула к сторонникам майора Роберто д’Обюссона, командира ультраправых эскадронов смерти. 30 сентября того же года Сальгеро Гросс участвовала в основании партии Националистический республиканский альянс (АРЕНА). Состояла в партийном руководстве, принадлежала к ближайшим сподвижникам д’Обюссона. Наряду с Рикардо Вальдивьесо и Альфредо Мена Лагосом представляла в партийном руководстве крупных земельных собственников.
Майор д’Обюссон лично убеждал Сальгеро Гросс выдвинуть свою кандидатуру на выборах в Конституционную ассамблею (1982). После долгих размышлений она дала согласие.
Глория Сальгеро Гросс была убеждённой антикоммунисткой. Однако ультраправый радикализм партии АРЕНА далеко не во всём соответствовал её консервативно-демократическим взглядам. Свой выбор она объясняла тем, что из всех правых сил Сальвадора 1980-х годов только АРЕНА обладала адекватной жёсткостью, решительностью и готовностью действовать.
В 1982 году Глория Сальгеро Гросс была избрана в Конституционное собрание Сальвадора. Активно участвовала в выработке новой Конституции, способствовала внесению в Основной закон ряда демократических норм. Выступала также против аграрной реформы, но не смогла добиться аннулирования её результатов.

## В парламентской политике
C 1985 года Глория Сальгеро Гросс являлась депутатом Законодательной ассамблеи Сальвадора от партии АРЕНА. В 1988—1991 года Глория Сальгеро Гросс — секретарь, в 1991—1994 — заместитель председателя Законодательной ассамблеи. Поддерживала президента Альфредо Кристиани, который с 1985 года являлся председателем АРЕНА (майор д’Обюссон перешёл на почётное председательство).
В 1992 году гражданская война в Сальвадоре завершилось мирным соглашением между правительством и ФНОФМ. Тогда же скончался Роберто д’Обюссон. АРЕНА эволюционировала от ультраправых позиций к национал-консерватизму, более близкому Сальгеро Гросс. При этом два десятилетия — с 1989 по 2009 — АРЕНА находилась у власти.
В 1994—1997 годах Глория Сальгеро Гросс занимала пост председателя Законодательной ассамблеи и одновременно — председателя партии АРЕНА. Проводила политику национального примирения, укрепления демократических институтов на консервативной основе. Наблюдатели отмечали способность Сальгеро Гросс, при её яростном антикоммунизме, убеждать левых оппонентов поддерживать инициативы АРЕНА.

Я стою справа. Но правыми являются подавляющее большинство сальвадорцев. Правые есть во всех политических партиях, включая ФНОФМ. Мы предлагаем свободу, демократию, справедливость, уважение, порядок и солидарность.— Глория Сальгеро Гросс
Разногласия с президентом Франсиско Флоресом побудили Глорию Сальгеро Гросс в 2001 году выйти из АРЕНА. Своё решение она объяснила негативными изменениями в партии — самодовольством и высокомерием руководства, отрывом лидеров от актива и электората, раздорами и интригами. Она основала Народно-республиканскую партию, которая попыталась участвовать в парламентских выборах 2003. Однако партия не получила поддержки избирателей — сторонники правых сил не искали альтернативы АРЕНА.
В 2003 году Глория Сальгеро Гросс вернулась в партию АРЕНА. Занимала видные партийные и правительственные должности при президенте Антонио Саке. Была президентским уполномоченным по управлению, возглавляла национальные комиссии по трудовым отношениям и по региональному развитию. Возглавляла Ассоциацию парламентариев Сальвадоре, состояла в руководстве нескольких гражданских движений. Была депутатом Центральноамериканского и Латиноамериканского парламентов.
В 2012 году Глория Сальгеро Гросс претендовала стать кандидатом партии АРЕНА на президентских выборах 2014 года. Однако большинство партии предпочло кандидатуру Нормана Кихано (которому не удалось добиться избрания).
Незадолго до своей кончины Глория Сальгеро Гросс призывала лидеров и активистов АРЕНА оставить внутрипартийные разногласия и консолидироваться вокруг программных целей. Позитивно оценивала лидерство Хорхе Веладо и демократическую эволюцию АРЕНА. Всегда с глубоким уважением отзывалась о Роберто д’Обюссоне, которого называла «великим человеком, националистом и патриотом», отмечала его лидерские качества и личное бескорыстие.
11 июня 2010 года Законодательная ассамблея присвоила Глории Сальгеро Гросс почётное звание Hija Meritísima de El Salvador — Лучшая дочь Сальвадора.

## Кончина и память
Скончалась Глория Сальгеро Гросс от остановки сердца в возрасте 74 лет. Похороны имели официальный государственный статус, с отдачей воинских почестей. Присутствовали представители не только АРЕНА, но и ФНОФМ.
Глория Сальгеро Гросс считается крупным политиком Сальвадора, способствовавшим прекращению гражданской войны, прогрессу и свободному демократическому развитию страны.

## Семья и личность
Глория Сальгеро Гросс не была замужем и не имела детей. На соответствующие вопросы отвечала в том плане, что знает себя и потому непременно развелась бы лет через пять. Поддерживала тёплые отношения с многочисленными племянниками и племянницами.
Обладала репутацией сильной личности, человека с твёрдым характером, унаследованным от отца. В то же время о ней отзывались как о человеке отзывчивом, всегда готовом помочь.
Увлекалась классической музыкой, танцами (кумбия, сальса), плаваньем и футболом. Любимым времяпрепровождением являлись прогулки на природе и наблюдение закатов. Сама Сальгеро Гросс считала себя романтичной личностью. Идеалом женщины-политика Глория Сальгеро Гросс считала Маргарет Тэтчер. Получив приглашение посетить Великобританию, поставила условием своего приезда встречу с Тэтчер и получила часовую аудиенцию.